# Ekbrunbagge
Ekbrunbagge (Hypulus quercinus) är en skalbaggsart som först beskrevs av Conrad Quensel 1790.  Ekbrunbagge ingår i släktet Hypulus, och familjen brunbaggar. Enligt den svenska rödlistan är arten nära hotad i Sverige. Arten förekommer i Götaland, Gotland, Öland och Svealand. Artens livsmiljö är skogslandskap, jordbrukslandskap.